# Genowefa Dulębina
Genowefa Dulębina (Dulęba) (ur. 11 sierpnia 1904 w Skrzeczoniu, zm. 11 lutego 1980 w Krakowie) – organizatorka bibliotek, bibliotekarz, nauczycielka, działaczka oświatowa.

## Życiorys
Genowefa Dulębina, z domu Wróbel, urodziła się w Skrzeczoniu na Śląsku Cieszyńskim. Była żoną Kazimierza Dulęby (1900-1959). Ukończyła Studium WWP (Wolnej Wszechnicy Polskiej). W 1937 była instruktorką ds. bibliotek w Oddziale Oświaty Pozaszkolnej Kuratorium Okręgu Szkolnego Krakowskiego (OSK). W latach 30. organizowała kursy bibliotekarskie. Po II wojnie światowej, w latach 1945–1950 pracowała jako wizytator bibliotek w Kuratorium OSK, od 1947 była pedagogiem w Państwowym Liceum Bibliotekarsko-Księgarskim w Krakowie, gdzie prowadziła zajęcia z bibliotekarstwa, bibliotekoznawstwa i metodyki pracy z czytelnikiem. Od 1949 na Wydziale Oświatowo-Bibliotekarskim Wyższej Szkoły Nauk Społecznych w Krakowie wykładała ustawodawstwo i organizację sieci bibliotecznej, a wcześniej prowadziła ćwiczenia z bibliotekarstwa. Była kustoszem Miejskiej Biblioteki Publicznej w Krakowie. Po 1962 była wykładowcą, wchodzącego w skład Studium Przedmiotów Fakultatywnych, Studium Bibliotekarskiego związanego z Miejską Biblioteką Publiczną później z Biblioteką Główną Wyższej Szkoły Pedagogicznej w Krakowie. W maju 1965, podczas uroczystości z okazji Dnia Działacza Kultury, została odznaczona Krzyżem Kawalerskim Orderu Odrodzenia Polski.
Została pochowana na Cmentarzu Salwatorskim w Krakowie, sektor SC9-9-11.